# Mottalciata
Mottalciata é uma comuna italiana da região do Piemonte, província de Biella, com cerca de 1.415 habitantes. Estende-se por uma área de 18 km², tendo uma densidade populacional de 79 hab/km². Faz fronteira com Benna, Buronzo (VC), Castelletto Cervo, Cossato, Gifflenga, Lessona, Massazza, Villanova Biellese.

## Demografia
| Variação demográfica do município entre 1861 e 2011                               |
|                                                                                   |
| Fonte: Istituto Nazionale di Statistica (ISTAT) - Elaboração gráfica da Wikipedia |